# Daillancourt
Daillancourt är en kommun i departementet Haute-Marne i regionen Grand Est (tidigare regionen Champagne-Ardenne) i nordöstra Frankrike. Kommunen ligger i kantonen Vignory som tillhör arrondissementet Chaumont. År 2022 hade Daillancourt 61 invånare.

## Befolkningsutveckling
Antalet invånare i kommunen Daillancourt
| Referens: INSEE |